# IC 1937
IC 1937 је спирална галаксија у сазвјежђу Часовник која се налази на листи објеката дубоког неба у Индекс каталогу.
Деклинација објекта је - 48° 42' 10" а ректасцензија 3h 26m 47,4s. Привидна величина (магнитуда) објекта IC 1937 износи 14,0 а фотографска магнитуда 14,9. IC 1937 је још познат и под ознакама ESO 200-25, PGC 12856.